# Autosan

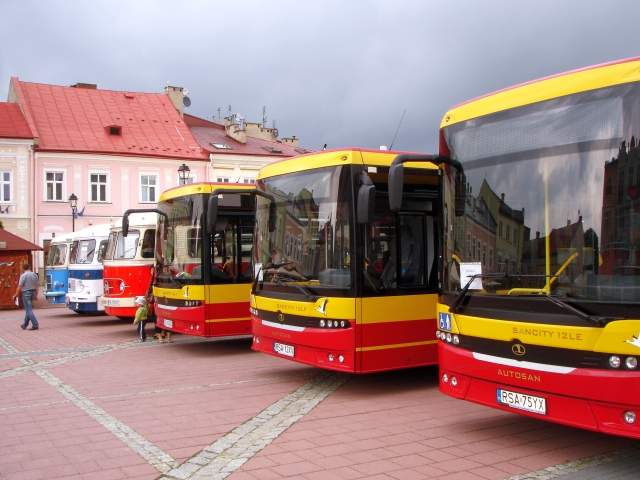
Autobusy AutoSan na náměstí v Sanoku

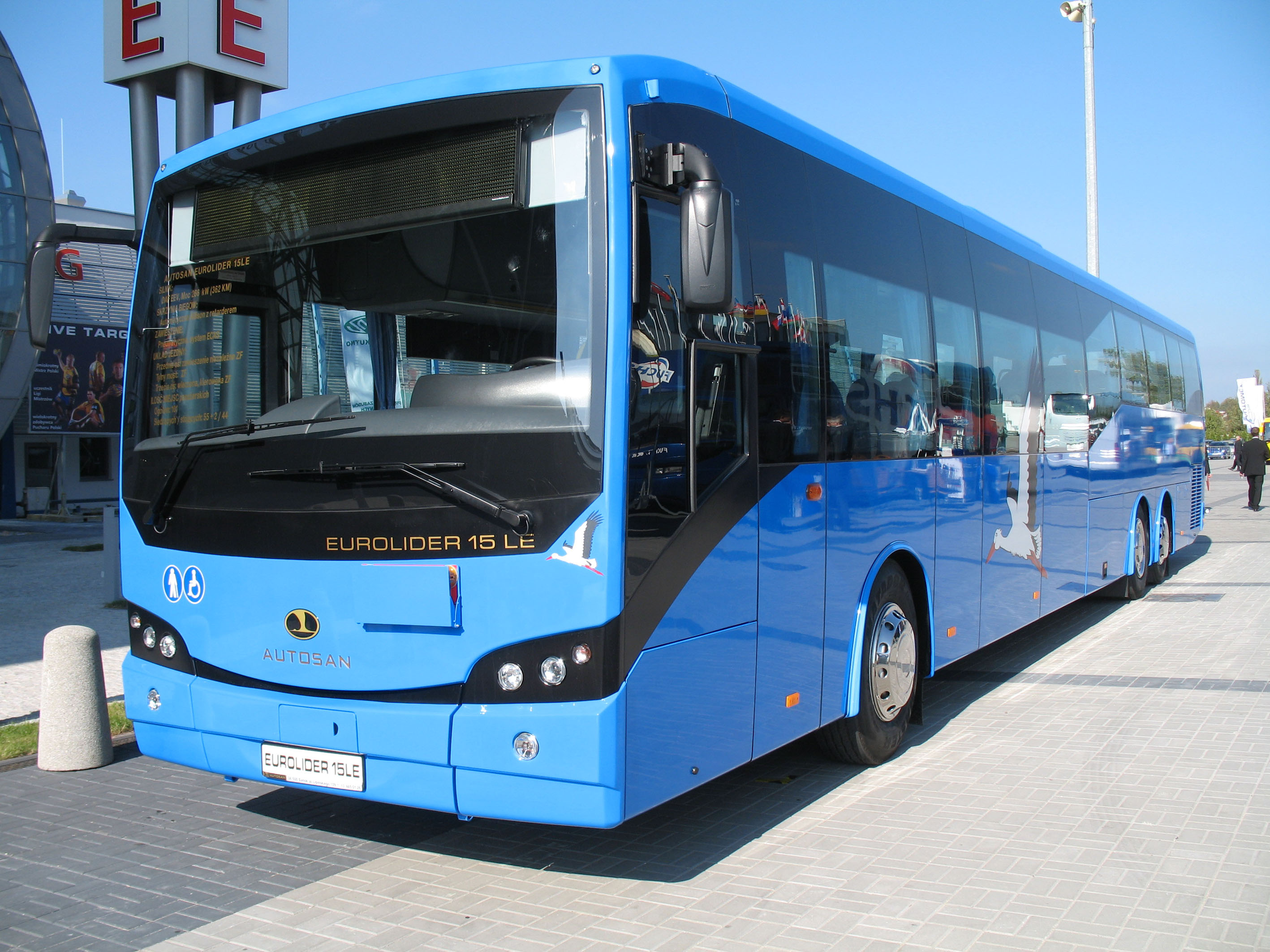
Low-entry Autosan Eurolider 15 LE

AUTOSAN S.A. je polský výrobce autobusů a dálkových autobusů, který sídlí u města Sanok. Její prodejní síť zahrnuje Evropu (i státy mimo EU), jakož i africké a asijské země. V současnosti vyrábí přibližně 300 autobusů ročně. Autosan je nejstarší výrobce autobusů v Polsku.

## Výrobky
- městské autobusy
- příměstské autobusy
- meziměstské autobusy
- turistické autobusy
- speciální autobusy (dodávky vězení, policie autobusy, školní autobusy)[2]